# Брук-Парк (Міннесота)
Брук-Парк (англ. Brook Park) — місто (англ. city) в США, в окрузі Пайн штату Міннесота. Населення — 132 особи (2020).

## Географія
Брук-Парк розташований за координатами 45°56′54″ пн. ш. 93°4′22″ зх. д. / 45.94833° пн. ш. 93.07278° зх. д. (45.948299, -93.072717).  За даними Бюро перепису населення США в 2010 році місто мало площу 2,62 км², уся площа — суходіл.

## Демографія
Згідно з переписом 2010 року, у місті мешкало 139 осіб у 50 домогосподарствах у складі 39 родин. Густота населення становила 53 особи/км².  Було 60 помешкань (23/км²).
Расовий склад населення:
| - 99,3 % — білих - 0,7 % — чорних або афроамериканців |

До двох чи більше рас належало 0,0 %. Частка іспаномовних становила 0,0 % від усіх жителів.
За віковим діапазоном населення розподілялося таким чином: 25,9 % — особи молодші 18 років, 61,2 % — особи у віці 18—64 років, 12,9 % — особи у віці 65 років та старші. Медіана віку мешканця становила 35,1 року. На 100 осіб жіночої статі у місті припадало 95,8 чоловіків;  на 100 жінок у віці від 18 років та старших — 102,0 чоловіків також старших 18 років.
Медіана доходів становила 26 750 доларів для чоловіків та 27 083 долари для жінок. За межею бідності перебувало 10,8 % осіб, у тому числі 0,0 % дітей у віці до 18 років та 11,1 % осіб у віці 65 років та старших.
Цивільне працевлаштоване населення становило 63 особи. Основні галузі зайнятості: роздрібна торгівля — 20,6 %, виробництво — 19,0 %, мистецтво, розваги та відпочинок — 15,9 %.